# Agrar-, forst- und ernährungswissenschaftlicher sowie tierärztlicher Dienst
Agrar-, forst- und ernährungswissenschaftlicher sowie tierärztlicher Dienst bezeichnet in Deutschland eine Gruppe von Laufbahnen für Beamte, die verwandte Vor- und Ausbildungen voraussetzen. Das Aufgabenspektrum umfasst vor allem Dienstgeschäfte, die ein Studium der Agrar-, Forst- oder Ernährungswissenschaften, der Veterinärmedizin oder eine entsprechende Berufsausbildung voraussetzen.

## Allgemeines
Eine Laufbahn umfasst alle Ämter, die verwandte und gleichwertige Vor- und Ausbildungen voraussetzen (§ 16 Abs. 1 BBG). Im Bund können Laufbahnen des agrar-, forst- und ernährungswissenschaftlichen sowie tierärztlichen Dienstes grundsätzlich in allen vier Laufbahngruppen eingerichtet werden (§ 6 Abs. 2 BLV). Tatsächlich bestehen nur drei Laufbahnen:
- mittlerer agrar-, forst- und ernährungswissenschaftlicher sowie tierärztlicher Dienst
- gehobener agrar-, forst- und ernährungswissenschaftlicher sowie tierärztlicher Dienst
- höherer agrar-, forst- und ernährungswissenschaftlicher sowie tierärztlicher Dienst

Am 27. Januar 2017 (BGBl. I S. 89) wurden die Laufbahn des höheren tierärztlichen Dienstes mit der Laufbahn des höheren agrar-, forst- und ernährungswissenschaftlichen Dienstes zusammengelegt, sodass der jetzige Begriff entstand. Die Beamten des tierärztlichen Dienstes wurden entsprechend übergeleitet. Mit der Zusammenlegung wurde eine Änderung der amtlichen Hochschulstatistik nachvollzogen.
Beamte des agrar-, forst- und ernährungswissenschaftlicher sowie tierärztlicher Dienst sind beispielsweise im Geschäftsbereich Bundesforst der Bundesanstalt für Immobilienaufgaben, im Bundesministerium für Ernährung und Landwirtschaft sowie in dessen nachgeordneten Geschäftsbereich tätig.
Beamte mit forstwissenschaftlichen Aufgaben führen grundsätzlich eine Amtsbezeichnung mit dem Vorsatz „Forst-“, z. B. „Forstsekretär“, „Forstoberinspektor“ oder „Forstdirektor“.

## Laufbahnbefähigung
Die Laufbahnbefähigung für eine Laufbahn des agrar-, forst- und ernährungswissenschaftlicher sowie tierärztlicher Dienstes wird in der Regel durch Anerkennung erlangt. Auf Bundesebene sind keine fachspezifischen Vorbereitungsdienste (Laufbahnausbildung) eingerichtet (Anlage 2 BLV). 
Zur Anerkennung der Laufbahnbefähigung für eine Laufbahn des agrar-, forst- und ernährungswissenschaftlicher sowie tierärztlicher Dienstes ist grundsätzlich ein fachlich entsprechendes Studium der Fächergruppe 07 „Agrar-, Forst- und Ernährungswissenschaften, Veterinärmedizin“ gemäß der Hochschulstatistik des Statistischen Bundesamtes oder eine entsprechende Berufsausbildung erforderlich. Dazu zählen die Studienfächer Agraringenieurwesen, Ernährungswissenschaft, Fischereiwesen, Forstwissenschaft/-wirtschaft, Gartenbau, Holzwirtschaft, Landespflege, Veterinärmedizin und Weinbau. Zu den Berufsausbildungen zählen Bäcker, Brauermeister, Fischwirt, Florist, Forstwirt, Gärtner, Gastronom, Koch, Konditor, Pferdewirt, Restaurantfachmann, Revierjäger und Sommelier (Anlage 2 der AVwV zur BLV). 

## Überführung der Laufbahnen besonderer Fachrichtung
Mit Inkrafttreten der neuen Bundeslaufbahnverordnung (BLV) im Jahr 2009 laufen die Laufbahnen besonderer Fachrichtung auf Bundesebene aus. Die im Folgenden aufgeführten Entsprechungen (Anlage 4 BLV) der alte Laufbahnen verdeutlichen das Aufgabenspektrum des agrar-, forst- und ernährungswissenschaftlicher sowie tierärztlicher Dienstes: 
- Mittlerer agrar-, forst- und ernährungswissenschaftlicher sowie tierärztlicher Dienst:
  - Mittlerer Forstdienst in der Bundesverwaltung

- Gehobener agrar-, forst- und ernährungswissenschaftlicher sowie tierärztlicher Dienst:
  - Gehobener Forstdienst des Bundes
  - Gehobener gartenbaulicher Dienst einschließlich der Fachrichtung Landespflege
  - Gehobener land- und forstwirtschaftlicher Dienst nach Maßgabe des § 37 BLV a. F.
  - Gehobener landwirtschaftlich-hauswirtschaftlicher Dienst
  - Gehobener Weinbaulicher Dienst

- Höherer agrar-, forst- und ernährungswissenschaftlicher sowie tierärztlicher Dienst:
  - Höherer Forstdienst des Bundes
  - Höherer forst- und Holzwirtschaftlicher Dienst
  - Höherer gartenbaulicher Dienst einschließlich der Fachrichtung Landespflege
  - Höherer haus- und ernährungswissenschaftlicher Dienst
  - Höherer landwirtschaftlicher Dienst
  - Höherer Raumordnungsdienst bei Vorliegen der Berufsabschlussbezeichnung Dipl.-Forstwirt
  - Höherer tierärztlicher Dienst

## Weitere Laufbahnarten
Die Anzahl der früher auf Bundesebene bestehenden Laufbahnen wurde durch die neue Bundeslaufbahnverordnung aus dem Jahr 2009 von etwa 125 auf maximal acht Laufbahnen je Laufbahngruppe (höchstens 32) reduziert. Neben agrar-, forst- und ernährungswissenschaftlicher sowie tierärztlicher Dienst können im Bund in den Laufbahngruppen folgende Laufbahnen eingerichtet werden (§ 6 Abs. 2 BLV):
- nichttechnischer Verwaltungsdienst,
- technischer Verwaltungsdienst,
- sprach- und kulturwissenschaftlicher Dienst,
- naturwissenschaftlicher Dienst,
- ärztlicher und gesundheitswissenschaftlicher Dienst,
- sportwissenschaftlicher Dienst,
- kunstwissenschaftlicher Dienst.